# Saint-Martin-Curton
Saint-Martin-Curton (okzitanisch: Sent Martin de Curton) ist eine französische Gemeinde mit 305 Einwohnern (Stand: 1. Januar 2022) im Département Lot-et-Garonne in der Region Nouvelle-Aquitaine. Sie gehört zum Arrondissement Nérac und zum 1996 gegründeten Kommunalverband Coteaux et Landes de Gascogne. Die Bewohner nennen sich Curtonnais.

## Geografie
Saint-Martin-Curton liegt in der Landschaft Guyenne, 55 Kilometer westnordwestlich der Stadt Agen. 
Nachbargemeinden von Saint-Martin-Curton sind Sillas, Cours-les-Bains und Antagnac im Norden, Ruffiac und Poussignac im Nordosten, Beauziac im Osten, Pindères im Süden, Saint-Michel-de-Castelnau im Westen und Südwesten, Goualade im Westen sowie Marions im Nordwesten.

## Bevölkerungsentwicklung
| Jahr                      | 1962 | 1968 | 1975 | 1982 | 1990 | 1999 | 2006 | 2011 | 2016 |
| Einwohner                 | 375  | 291  | 249  | 225  | 232  | 266  | 274  | 299  | 307  |
| Quelle: Cassini und INSEE |      |      |      |      |      |      |      |      |      |

## Sehenswürdigkeiten

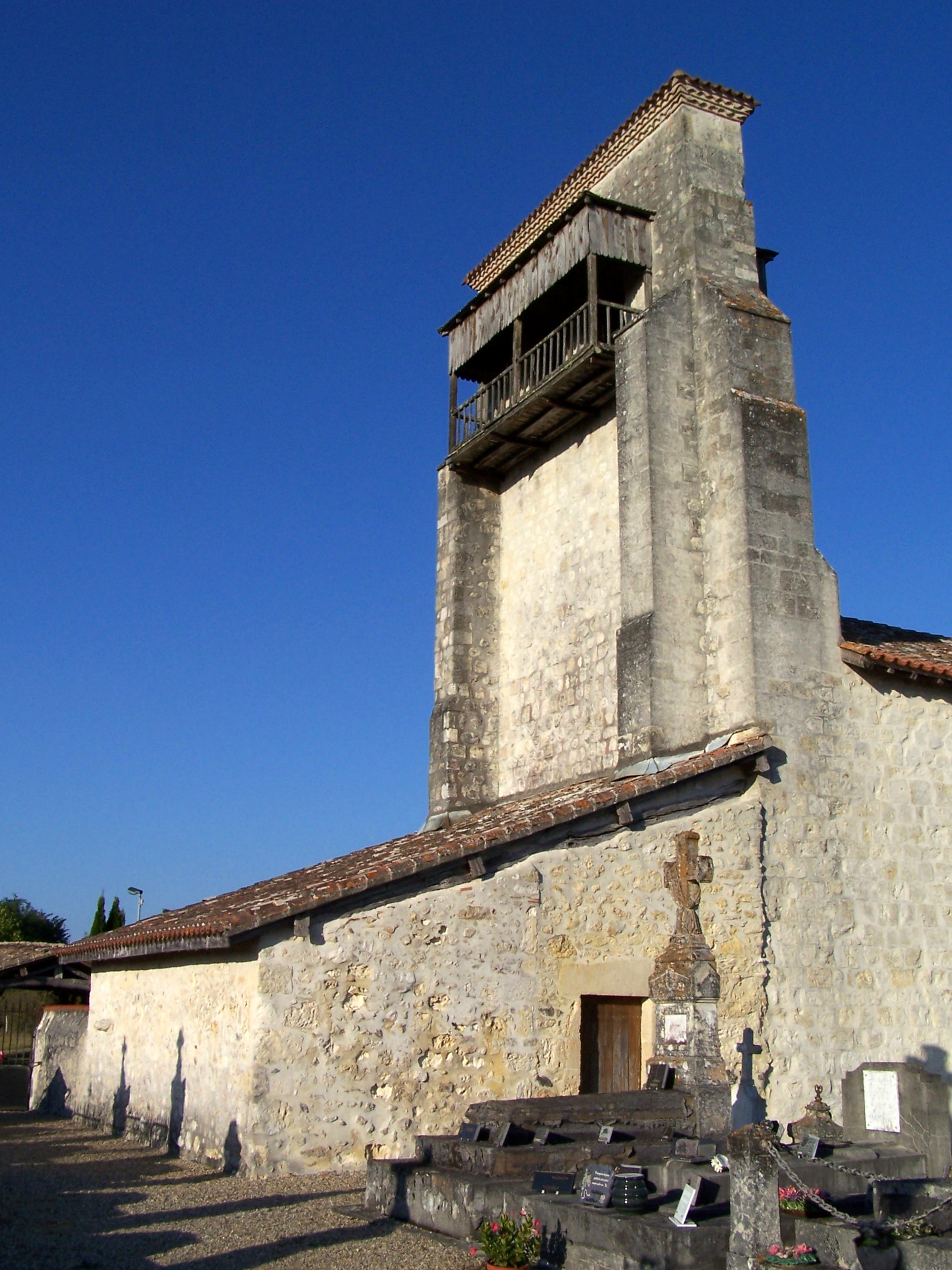
Kirche Saint-Martin
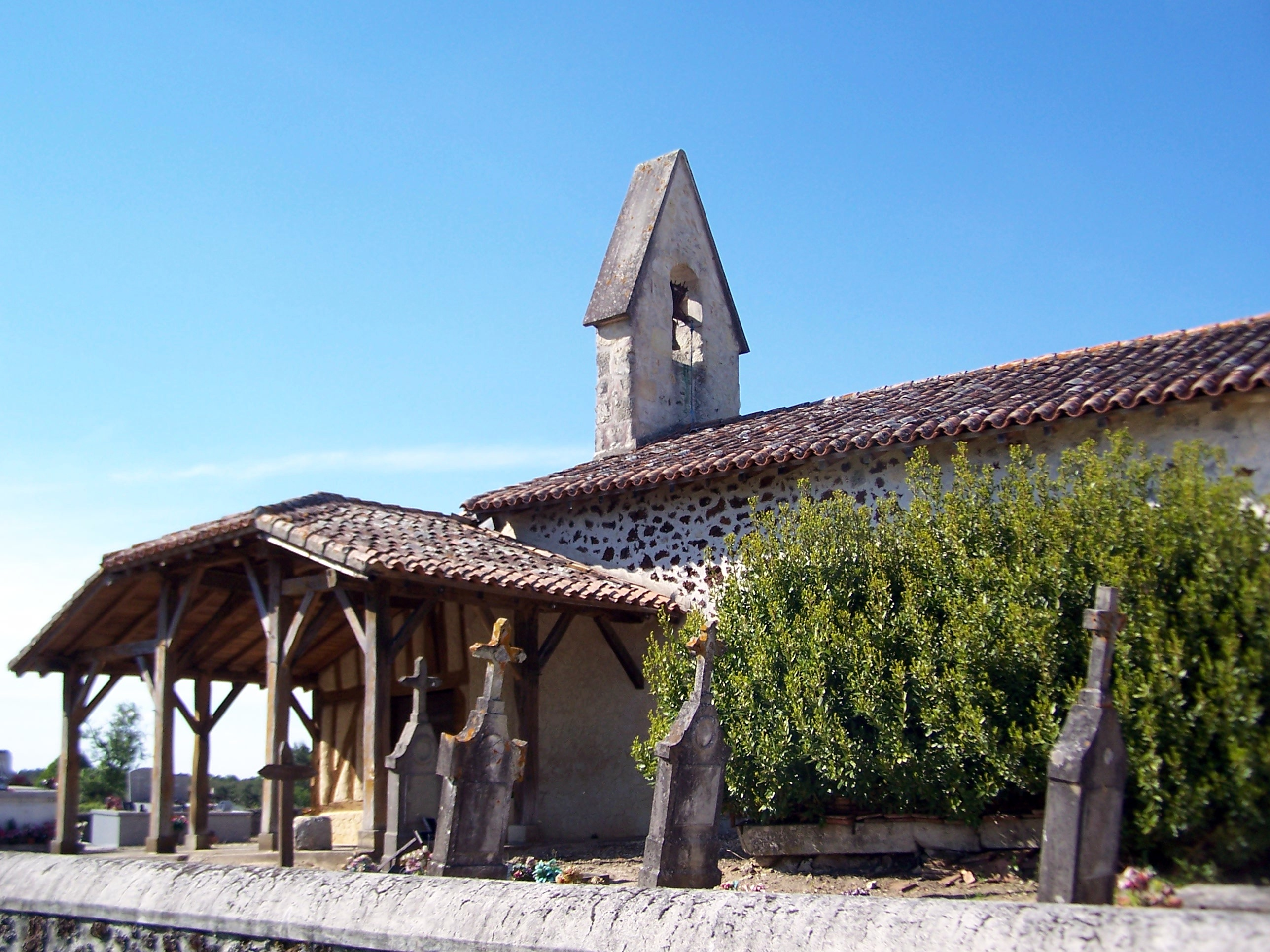
Kirche Saint-Michel in Heulies

- Kirche Saint-Martin
- Kirche Saint-Michel

## Belege
1. ↑  Saint-Martin-Curton auf cassini.ehess.fr
2. ↑  Saint-Martin-Curton auf insee.fr